# New England (Dakota Północna)
New England – miasto w Stanach Zjednoczonych, w stanie Dakota Północna, w hrabstwie Hettinger.